# Красноклювая танагра
Красноклювая танагра (лат. Cnemoscopus rubrirostris) — вид птиц из семейства танагровых. Птицы обитают в субтропических и тропических горных влажных лесов, на высоте 1900—3350 метров над уровнем моря. Длина тела 16,5—17 см, масса около 18 грамм.
Выделяют два подвида:
- Cnemoscopus rubrirostris rubrirostris — на южном окончании Анд на юге штата Тачира (западная Венесуэла), в Андах Колумбии и на северо-западе и востоке Эквадоре;
- Cnemoscopus rubrirostris chrysogaster — в Андах от Пьюра и Амасонас южнее до Хунин (северо-западный и восточный Перу) и в департаменте Ла-Пас близ Токоаке (исп. Tokoaque) (западная Боливия).